# Das Haus der tausend Freuden (1967)
Das Haus der tausend Freuden ist ein deutsch-spanischer Kriminalfilm. Er erlebte seine deutsche Erstaufführung am 7. Dezember 1967. Der spanische Originaltitel bzw. Verleihtitel ist La casa de las mil muñecas, der englische House of a Thousand Dolls oder auch House of a Thousand Pleasures. Die Hauptrollen sind mit George Nader, Vincent Price, Martha Hyer und Ann Smyrner besetzt.

## Handlung
Felix Manderville und seine Partnerin, die ebenso kühle wie schöne Rebecca, treten mit einer Illusions- und Telepathienummer im nordmarokkanischen Tanger im Rahmen eines internationalen Varietés auf. Diese Stätte ist jedoch in Wahrheit Dreh- und Angelpunkt für ein florierendes Mädchenhändlersyndikat. Geführt wird diese Organisation unter der Leitung eines ominösen Strippenziehers namens „Herz-König“. Während Rebecca aus der gefährlichen Organisation lieber aussteigen möchte, warnt Manderville vor den unkalkulierbaren Konsequenzen. Vor dem Etablissement in Tanger lauert ein Mann dem Artistenpaar auf und bedroht Manderville mit einer Pistole. Er ist der Verlobte eines der verschwundenen Mädchen und will Manderville erschießen, sollte dieser nicht sagen, wo sein Mädchen geblieben ist. Doch aus dem Hinterhalt erledigt jemand den Verlobten, und Manderville und Rebecca gehen ungerührt weiter ihres Weges.
Tangers exklusivste Begegnungsstätte von Männern und Frauen ist der edle Club „Das Haus der tausend Freuden“. Hier gewährt man nur Einlass auf Empfehlung, die ‘Eintrittskarte‘ ist eine kleine Puppe, die am Eingang vorzuzeigen ist. Tatsächlich ist „Das Haus der tausend Freuden“ nichts anderes als ein Edelpuff mit Mädchen aus aller Herren Länder. Einer der Neuankömmlinge unter den zahlenden männlichen Gästen ist der junge Spanier Fernando, der dort seine verschwundene Braut, die Wienerin Diane, vermutet. Tatsächlich findet er sie im Bordell. Er erzählt Diane, dass mit ihm ein amerikanischer Kriminalpathologe und Freund aus gemeinsamer Madrider Studienzeit, Dr. Steve Armstrong, und dessen Frau Maria in Tanger angekommen sind. Beide wollten ihm bei der Suche nach ihr helfen. Da das Gespräch zwischen Fernando und Diane abgehört wird, weiß nun auch die Chefin des Etablissements darüber Bescheid. Als Fernando das Bordell verlassen will, lauern ihm ein paar finstere Gestalten auf. Sie stellen ihn, es kommt zu einer schweren Explosion, und der sich versteckende Fernando wird von einem der Schurken entdeckt und erdolcht. Als seine Leiche gefunden wird, hält er eine kleine Puppe und eine Herz-König-Spielkarte in der Hand.
Armstrong soll auf Bitten des marokkanischen Polizeiinspektors Emile im Leichenschauhaus Fernando identifizieren. Er plant, fortan auf eigene Faust den Mädchenhändlerring zu zerschlagen und den geheimnisvollen Chef dahinter zu enttarnen. Währenddessen nimmt sich die Bordellchefin ihre Mädchen vor und versucht mit Gewalt, etwas über diesen gewissen Mr. Armstrong herauszubekommen. Ein Fluchtversuch Dianes und einer der anderen Freudenmädchen scheitert. Am Abend besucht Armstrongs Frau Maria eine Vorstellung mit Manderville, der bereits weiß, dass sie die Frau Steve Armstrongs ist. Er bindet sie geschickt in seine Zaubernummer ein und lässt Maria vor Steves Augen verschwinden. Als Steve Manderville in dessen Garderobe aufsucht, sieht er dort eine Reihe von Herz-König-Spielkarten herumliegen. Er drängt darauf, dass Manderville ihm sagt, wo seine Frau geblieben ist. Dieser veranlasst einen Lakaien, Maria zu holen, die seit einem angeblichen kleinen Unfall hinter der Bühne ein wenig lädiert aussieht. Offensichtlich sollte sie, wie schon die anderen Frauen während vorhergehender Vorstellungen, mittels Hypnose in Trance versetzt und anschließend dem Mädchenhändlerring zugeführt werden.
Armstrong wird von Inspektor Emile im nächtlichen Tanger aufgegabelt. Beide gehen zu der Wohnung des mysteriösen Fotografen Hapu. Auch Hapu und Armstrong kennen sich bereits, er hatte die letzte gemeinsame Aufnahme von Armstrong und Fernando angefertigt. Doch dieser kann nichts Nennenswertes zur Ermordung Fernandos erzählen. Auf dem Nachhauseweg wird Armstrong überfallen, er kann sich aber seiner Angreifer erwehren. Als er später in die Wohnung des Fotografen zurückkehrt, findet Armstrong diesen ermordet auf. Währenddessen lässt Rebecca Maria Armstrong entführen. Bei einer erneuten Verfolgung wird Armstrong niedergeschlagen, und die Gangster legen auf seinem Körper einen Zettel nieder, auf dem in ausgeschnittenen Zeitungsbuchstaben steht, dass seine Frau entführt worden ist. Armstrong geht zu Emile und gibt seine echte Identität preis. Er ist in Wahrheit FBI-Agent, seine entführte „Ehefrau“ die dänische Polizeiagentin Maria Jensen. Diese wird zu den anderen gekidnappten Mädchen ins „Haus der tausend Freuden“ gebracht.
Armstrong geht zu Rebecca, von der er weiß, dass sie hinter Marias Entführung steckt, und schlägt ihr einen Deal vor. Sie soll ihn zu seiner „Ehefrau“ bringen, dafür wolle er ihr und Manderville helfen. Beide fahren zum „Haus der tausend Freuden“. Manderville wird derweil von seinem Assistenten zugetragen, dass Rebecca offensichtlich auf eigene Faust handelt. Rebecca geht allein in den Edelpuff, um „Maria Armstrong“ herauszuholen. Manderville trifft wenig später ebenfalls im Haus ein. Rebeccas Versuch, allen Mädchen im Haus zur Flucht zu verhelfen, scheitert. Es kommt zum Handgemenge zwischen den Hausbewachern und den verschleppten Mädchen. Manderville kommt mit gezücktem Revolver dazu, während Armstrong mit der marokkanischen Polizei in das Haus eindringt. Auf dem Dach des Hauses stellt Armstrong Manderville. Diesem kommen weitere Mädchenhändler-Schläger zu Hilfe. Manderville schießt auf Armstrong, trifft ihn aber nicht. Bei seiner Flucht kippt Manderville über eine Brüstung und stürzt in die Tiefe. Manderville hat eine Herz-Dame-Spielkarte in der Hand. Es gab nie einen Herz-König, die Chefin des „Haus der tausend Freuden“ ist Rebecca. Sie wird, den Tod ihres Mannes betrauernd, von der Polizei verhaftet.

## Kritik
Das Lexikon des Internationalen Films schreibt: „Unlogisches Krimiabenteuer mit kräftigen Anleihen bei Sex und Crime“.
Kino.de sprach von einem „reißerische[n] europäische[n] Krimi, der interessierten Kinobesuchern nackte Tatsachen zum Thema Mädchenhandel versprach.“ Die Geschichte des Films wurde für „teilweise etwas verworren“ befunden.
Der Evangelische Film-Beobachter kam zu folgendem Schluss: „Mit aufdringlichen Geschmacklosigkeiten in Sex und Sadismus durchsetzt, von der Handlung her nicht einmal für George Nader-Freunde interessant. Überflüssig.“

## DVD
Der Film ist am 11. Januar 2013 auf DVD erschienen, herausgegeben von Elea-Media, Spieldauer 94 Minuten. Die FSK-Angabe lautet hier 18.